# (500138) 2012 CC55
(500138) 2012 CC55 es un asteroide que forma parte del cinturón interior de asteroides, descubierto el 14 de febrero de 2012 por el equipo del Pan-STARRS desde el Observatorio de Haleakala, Hawái, Estados Unidos.

## Designación y nombre
Designado provisionalmente como 2012 CC55.

## Características orbitales
2012 CC55 está situado a una distancia media del Sol de 1,952 ua, pudiendo alejarse hasta 2,090 ua y acercarse hasta 1,815 ua. Su excentricidad es 0,070 y la inclinación orbital 24,48 grados. Emplea 996,876 días en completar una órbita alrededor del Sol.

## Características físicas
La magnitud absoluta de 2012 CC55 es 17,3.